# Thysananthus discretus
Thysananthus discretus là một loài Rêu trong họ Lejeuneaceae. Loài này được Sukkharak & Gradst. mô tả khoa học đầu tiên năm 2010.